# Governador Luiz Rocha
Governador Luiz Rocha este un oraș în unitatea federativă Maranhão (MA), Brazilia.